# 廣瀨野鳥之森站
廣瀨野鳥之森站（日语：／ Hirose-Yachō-no-mori eki */?）是位於埼玉縣熊谷市廣瀨1040番1號，秩父鐵道的秩父本線車站。
車站名稱由熊谷市內居民與前往市內通勤者作為對象分開招募，最後在174人中。選出車站名稱。

## 歷史
- 2003年（平成15年）3月27日 - 車站啟用[1]。

## 車站構造

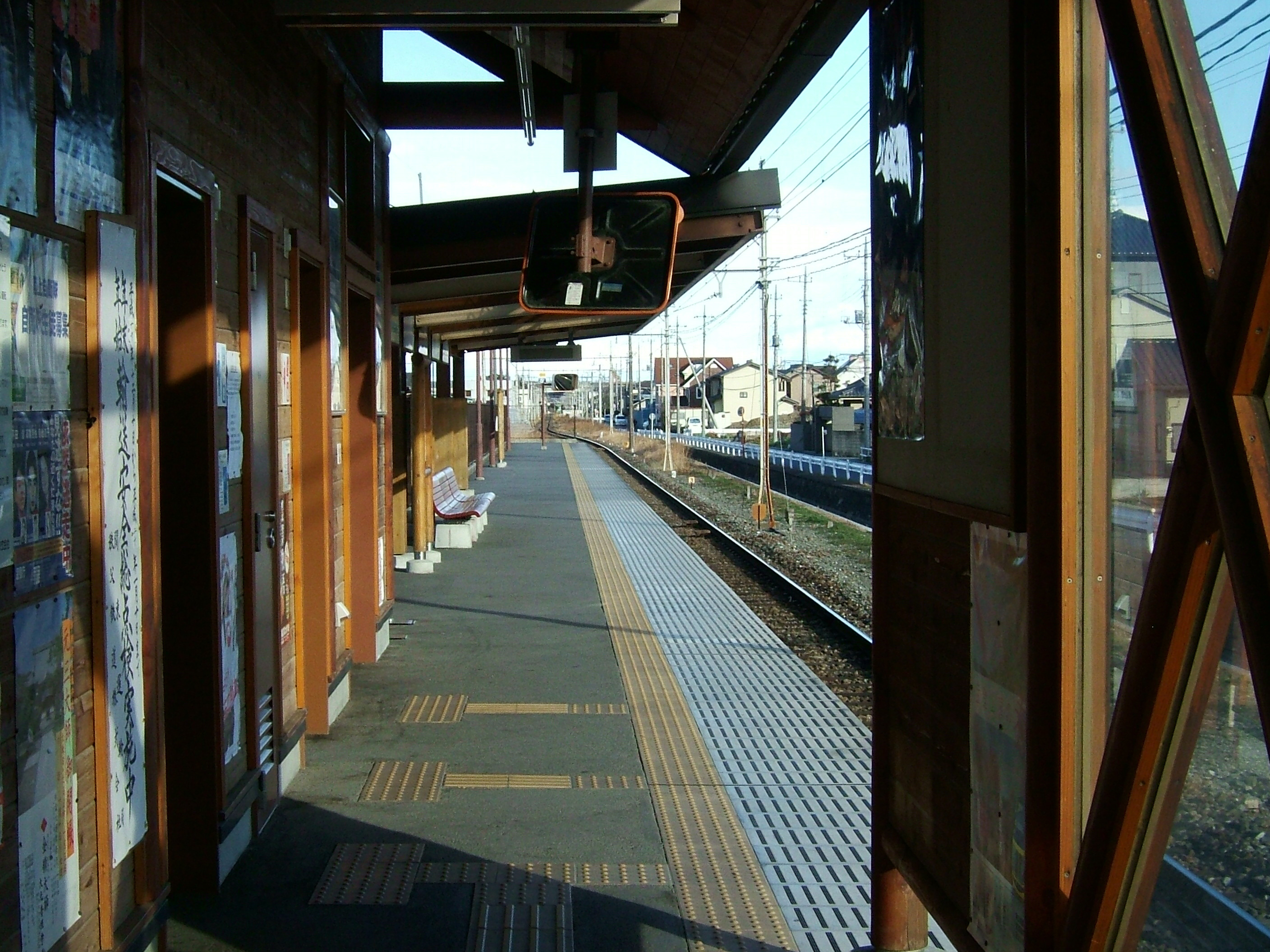
月台（2008年1月）

此站是地面車站，設有1面1線的單式月台。此站是由熊谷站管理的業務委託車站。車站職員當值時間為平日7:00～20:00，星期六日7:00～19:00。
車站大樓位於月台靠近三峰口一端。車站入口、車站大樓之間設有斜道，而大樓與月台之間提供了無障礙環境。廁所位於閘口內，為男女分開的濕廁，也設有男女共用的無障礙廁所。

## 使用狀況
- 在2018年度1日平均乘車人次為603人[2]。

| 年度               | 1日平均 乘車人次 |
| ------------------ | ---------------- |
| 2009年（平成21年） | 510              |
| 2010年（平成22年） | 520              |
| 2011年（平成23年） | 511              |
| 2012年（平成24年） | 558              |
| 2013年（平成25年） | 571              |
| 2014年（平成26年） | 595              |
| 2015年（平成27年） | 585              |
| 2016年（平成28年） | 581              |
| 2017年（平成29年） | 594              |
| 2018年（平成30年） | 603              |

## 車站周邊
在車站啟用後，周邊開始高速發展住宅區。
- 熊谷市野鳥之森公園
- 埼玉縣立熊谷商業高等學校（日语：埼玉県立熊谷商業高等学校）
- 秩父鐵道廣瀨川原車廠（日语：広瀬川原車両基地）
- 國道140號
- 熊谷運動公園（日语：熊谷運動公園）（熊谷櫻花運動公園）
- 宮塚古墳（日语：宮塚古墳 (熊谷市)）
- 熊谷大麻生公園
- 熊谷高爾夫俱樂部
- 荒川
  - 熊谷大橋（日语：熊谷大橋 (荒川)）

沒有巴士路線駛入站前。最近的巴士站是向北步行6分鐘國道140號上的YuYu巴士櫻花號「廣瀨西巴士站」巴士站。

## 相鄰車站
秩父鐵道
秩父本線
SL「Paleo Express」、急行「秩父路」
通過（在WakuWaku鐵道節舉行期間，下行1班會臨時停站）
普通
石原－廣瀨野鳥之森－（（貨）廣瀨川原）－大麻生

## 注腳
1. 1 2  . RAIL FAN (鐵道友之會). 2003-06-01, 50 (6): 18 （日语）.
2. ↑  11運輸（日語） - 熊谷市統計書

## 外部連結
- 車站情報 廣瀨野鳥之森站（秩父鐵道） （页面存档备份，存于）（日語）